# Aimaro Isola
Aimaro Oreglia d'Isola, meglio noto come Aimaro Isola (Torino, 14 gennaio 1928), è un architetto italiano.

## Biografia
Figlio minore del barone Vittorio Oreglia d'Isola e della contessa Caterina Malingri di Bagnolo, fratello della religiosa Leletta D'Isola, ha partecipato alla Resistenza, unendosi - a soli 16 anni - alla 105ª Brigata Garibaldi.
Dopo la laurea in architettura presso il Politecnico di Torino (1952), insegna all'università di Torino. Nel 1950 crea uno studio con Roberto Gabetti. Nei tardi anni cinquanta contano tra gli esponenti maggiori del movimento Neoliberty. Tra le loro opere, realizzate soprattutto nello spazio del Piemonte (ma note a livello internazionale), la Casa Paravia (Piazza Statuto, Torino), il Palazzo della Borsa Valori (sempre a Torino), il Palazzo di Giustizia ad Alba, complessi residenziali, progetti urbanistici e ristrutturazioni artistiche; si sono occupati anche di architettura religiosa, con particolari concezioni di ricerca.
Professore Emerito del Politecnico di Torino, è Accademico Nazionale dell'Accademia di San Luca a Roma, Accademico Nazionale dell'Accademia delle Scienze a Torino.
Dopo la morte di Roberto Gabetti nel 2000, Aimaro Isola continua il suo lavoro di progettista fondando lo studio Isolarchitetti col figlio Saverio Oreglia d'Isola (nato a Torino il 27 ottobre 1972).

## Opere

### Con Roberto Gabetti
Borsa Valori e Bottega d'Erasmo a Torino; residenza Olivetti a Ivrea; Società Ippica Torinese; il Museo di Antichità a Torino; Palazzo di Giustizia ad Alba; Monastero delle Carmelitane a Quart; Quinto Palazzo Uffici SNAM a San Donato Milanese;Centro assistenza Iveco a Torino.

### Con Isolarchitetti
Ristrutturazione dell'ex-Cinema Vittoria a Torino; Il restauro della Palazzina di Caccia di Stupinigi; Nuova Sede Uffici Giudiziari di Bergamo; nuova sistemazione di Piazza Duomo e Piazza Orsini a Benevento ; Centro Direzionale IBM a Segrate (MI); Parco Ottavi a Reggio Emilia; Isolato Santo Stefano e Parco Archeologico a Torino; Chiesa parrocchiale Santa Famiglia a Palmi e Centro parrocchiale Santa Maria in Zivido a San Giuliano Milanese; Ufficio Giudiziari a Bergamo; piano particolareggiato nuovo quartiere urbano area Parco degli Ottavi a Reggio Emilia; nuovi porti di Varazze e di Marina di Pisa; progettazione di residenze, uffici e negozi nel centro storico di Carpi; riqualificazione del Porto Mediceo di Livorno; coordinamento progettuale per la valorizzazione della Porta Palatina e realizzazione del Parco Archeologico di Torino; Piano Particolareggiato per la trasformazione dell'area ex-Sipe Nobel a Spilamberto (MO); riqualificazione dell'isolato San Michele nel centro storico di Alghero; il Centro del Design a Torino Mirafiori; il Nuovo Museo Egizio di Torino; il nuovo Palazzo del Tribunale (Bg).

## Principali mostre ed esposizioni delle opere
Teatro Farnese di Parma,  Museo di Arte Moderna del Castello di Rivoli, Basilica Palladiana di Vicenza, Complesso monumentale S. Michele a Ripa Grande a Roma,  Fondazione Pistoletto di Biella, Biennale di Architettura di Pisa. Opere di design e di architettura sono esposte fra le collezioni permanenti al MOMA di New York, al Centre Pompidou di Parigi, all'Accademia di San Luca e al Maxxi di Roma.

## Premi
Con Roberto Gabetti riceve il Premio Antonio Feltrinelli dall'Accademia Nazionale dei Lincei (1988), il Premio Internazionale ‘Architetture di pietra’ (1991), il Premio Speciale Luigi Cosenza della Giuria Targa d'Argento per la migliore architettura realizzata in Italia nel biennio 96/97 (1998; per il Museo di Antichità di Torino), nel 1998 riceve il Premio Speciale Luigi Cosenza della Giuria Targa d'Argento per la migliore architettura realizzata in Italia nel biennio 96/97, per il Museo di Antichità di Torino. Nel 2002 riceve dal Presidente della Repubblica la medaglia d'argento di Benemerito della Cultura Italiana e nel 2006 il Premio Nazionale Ance-IN/ARCH alla Carriera; nel 2006 il “Premio Sostenibilità BIOECOLAB, categoria Urbanistica, per il progetto di riqualificazione dell'area di “Parco Ottavi” a Reggio Emilia. Nel 2015 riceve il Premio “Targa d’oro 2015” dell’UID (Unione Italiana del Disegno). Nel 2017 riceve il Premio Città di Pisa per la Qualità Urbana e il primo premio assegnato al progetto del “Museo delle Antichità Egizie di Torino” - Premio “Premio RĒGULA” 2017- Categoria “Restauro e Riqualificazione”, 100 Progetti Italiani, Accademia di San Luca.

## Ascendenza
|                                              |                                                       |                                      | Genitori                             |  |  | Nonni |  |  | Bisnonni                               |  |  | Trisnonni |  |
|                                              |                                                       |                                      |                                      |  |  |       |  |  | Pietro Antonio Eugenio Oreglia D'Isola |  |  | …         |  |
|                                              |                                                       |                                      |                                      |  |  |       |  |  | Pietro Antonio Eugenio Oreglia D'Isola |  |  | …         |  |
|                                              |                                                       | …                                    |                                      |  |  |       |  |  | Pietro Antonio Eugenio Oreglia D'Isola |  |  |           |  |
| Saverio Oreglia D'Isola                      |                                                       |                                      |                                      |  |  |       |  |  | Pietro Antonio Eugenio Oreglia D'Isola |  |  |           |  |
|                                              |                                                       | Marianna Sappa de' Milanesi          | Luigi Sappa de' Milanesi             |  |  |       |  |  |                                        |  |  |           |  |
|                                              |                                                       | Marianna Sappa de' Milanesi          | Luigi Sappa de' Milanesi             |  |  |       |  |  |                                        |  |  |           |  |
|                                              |                                                       | Marianna Sappa de' Milanesi          | Costanza Grimaldi del Poggetto       |  |  |       |  |  |                                        |  |  |           |  |
| Vittorio Oreglia D'Isola                     |                                                       | Marianna Sappa de' Milanesi          |                                      |  |  |       |  |  |                                        |  |  |           |  |
|                                              |                                                       | …                                    | …                                    |  |  |       |  |  |                                        |  |  |           |  |
|                                              |                                                       | …                                    | …                                    |  |  |       |  |  |                                        |  |  |           |  |
|                                              |                                                       | …                                    | …                                    |  |  |       |  |  |                                        |  |  |           |  |
| Aurelia Roberti di Castelvero                |                                                       | …                                    |                                      |  |  |       |  |  |                                        |  |  |           |  |
|                                              |                                                       | …                                    | …                                    |  |  |       |  |  |                                        |  |  |           |  |
|                                              |                                                       | …                                    | …                                    |  |  |       |  |  |                                        |  |  |           |  |
|                                              |                                                       | …                                    | …                                    |  |  |       |  |  |                                        |  |  |           |  |
| Aimaro Oreglia D'Isola                       |                                                       | …                                    |                                      |  |  |       |  |  |                                        |  |  |           |  |
|                                              | Giovanni Battista Olderico Malingri, conte di Bagnolo | Coriolano Malingri, conte di Bagnolo |                                      |  |  |       |  |  |                                        |  |  |           |  |
|                                              | Giovanni Battista Olderico Malingri, conte di Bagnolo | Coriolano Malingri, conte di Bagnolo |                                      |  |  |       |  |  |                                        |  |  |           |  |
|                                              | Giovanni Battista Olderico Malingri, conte di Bagnolo | Barbara Capris di Cigliè             |                                      |  |  |       |  |  |                                        |  |  |           |  |
| Aimaro Alessandro Malingri, conte di Bagnolo | Giovanni Battista Olderico Malingri, conte di Bagnolo |                                      |                                      |  |  |       |  |  |                                        |  |  |           |  |
|                                              |                                                       | Ottavia Avogadro di Collobiano       | Filiberto Avogadro di Collobiano     |  |  |       |  |  |                                        |  |  |           |  |
|                                              |                                                       | Ottavia Avogadro di Collobiano       | Filiberto Avogadro di Collobiano     |  |  |       |  |  |                                        |  |  |           |  |
|                                              |                                                       | Ottavia Avogadro di Collobiano       | Carolina Arborio Biamino di Caresana |  |  |       |  |  |                                        |  |  |           |  |
| Caterina Malingri di Bagnolo                 |                                                       | Ottavia Avogadro di Collobiano       |                                      |  |  |       |  |  |                                        |  |  |           |  |
|                                              |                                                       | Giacomo Lomellino D'Aragona          | Alfonso d'Ayerbe d'Aragona           |  |  |       |  |  |                                        |  |  |           |  |
|                                              |                                                       | Giacomo Lomellino D'Aragona          | Alfonso d'Ayerbe d'Aragona           |  |  |       |  |  |                                        |  |  |           |  |
|                                              |                                                       | Giacomo Lomellino D'Aragona          | Marianna Lomellini                   |  |  |       |  |  |                                        |  |  |           |  |
| Anna Lomellini d'Aragona Malingri            |                                                       | Giacomo Lomellino D'Aragona          |                                      |  |  |       |  |  |                                        |  |  |           |  |
|                                              |                                                       | Caterina Gavotti                     | Gerolamo Gavotti, marchese           |  |  |       |  |  |                                        |  |  |           |  |
|                                              |                                                       | Caterina Gavotti                     | Gerolamo Gavotti, marchese           |  |  |       |  |  |                                        |  |  |           |  |
|                                              |                                                       | Caterina Gavotti                     | Giovanna d'Aste, baronessa           |  |  |       |  |  |                                        |  |  |           |  |
|                                              |                                                       | Caterina Gavotti                     |                                      |  |  |       |  |  |                                        |  |  |           |  |